# Сара Еллісон
Сара Еллісон (англ. Sara Ellison) — професор астрономії в Університеті Вікторії. Її робота включає в себе: спостережливу позагалактичну астрономію, злиття та еволюцію галактик, галактичну хімію та AGN.

## Освіта
Еллісон вступила на факультет фізики і космічних наук в Кентському університеті в 1993 році і отримала ступінь магістра з фізики в цьому університеті в 1997 році. В 2000 році Сара отримала ступінь доктора філософії з астрономії в Кембриджському університеті, а згодом була співробітником ESO, що працювала в Чилі протягом трьох років, а в 2003 році почала навчання у докторантурі в Університеті Вікторії. У цьому ж році її обрали Канадським дослідником (Tier II) — саме Сара здобула грант, наданий канадським урядом для нових, надзвичайно успішних дослідників. У 2008 році Еллісон стала доцентом, а в 2014 році — професором Університету Вікторії.

## Дослідження
Основними темами досліджень Еллісон є вивчення ліній поглинання в квазарних спектрах і вивчення впливу середовища на еволюцію галактик. Її квазарна робота зосереджувалася на вивченні хімії газу вздовж прямої видимості на квазари, такі як системи Damped Lyman-alpha та Ліс Лайман-альфа. Більша частина останніх робіт Еллісон зосереджувалася на використанні близьких пар галактик у дослідженні Слоанівського цифрового огляду неба, щоб дослідити, як галактичні взаємодії впливають на еволюцію галактик.

## Інші досягнення
Окрім роботи в галузі астрономії, Еллісон також дуже активно займається й іншими науковими дослідженнями з 1992 року. Вона була в ефірі Quark і Quirks CBC Radio, щоб відповісти на питання про місячні місця посадки. У інтерв'ю 2015 року Vancouver Sun вона розповіла про те, як вона зацікавилася астрономією. Її захоплення також включають розпис на розтягнутому полотні в акрилі. Як досвідчений аматорський спортсмен, Еллісон бере участь у відбірковому марафоні у Бостоні.

## Відзнаки та нагороди
- 2015: обрана членом Королівського товариства коледжу Канади для нових вчених[3]
- 2014: Королівське товариство Канади, Медаль Меморіал Резерфорд з фізики
- 2009: Факультет наук, висока наукова нагорода
- 2007: грант NSERC Discovery Accelerator
- 2004: викладач Королівського астрономічного товариства Канади Овенден
- 2004: Американська астрономічна асоціація, Премія імені Енні Джамп Кеннон в галузі астрономії
- 2001: Приз за докторську дисертацію Королівського астрономічного товариства (друге місце)